# Snorre Valen

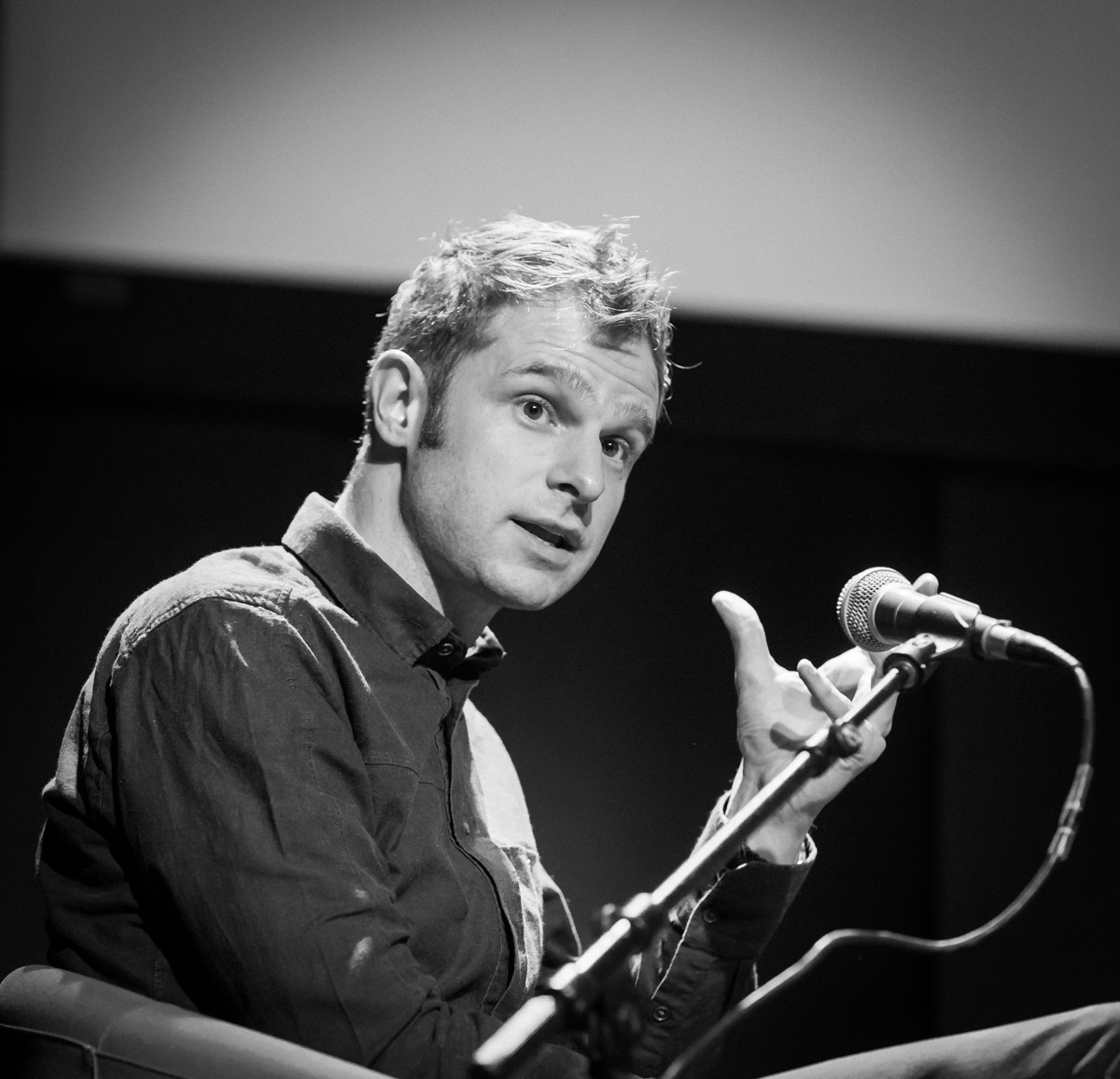
Snorre Valen, 2015

Snorre Serigstad Valen (* 16. September 1984 in Oslo) ist ein norwegischer Musiker, Politiker und Journalist der Sosialistisk Venstreparti (SV). Von 2009 bis 2017 war er Abgeordneter im Storting.

## Politiker
Von 2003 bis 2004 studierte Valen Staatswissenschaften sowie internationale und vergleichende Politik an der Technisch-Naturwissenschaftlichen Universität Norwegens (NTNU). Anschließend arbeitete er unter anderem in verschiedenen Positionen für die Sosialistisk Venstreparti. Snorre Valen war von 2003 bis 2007 Mitglied des Stadtrats von Trondheim und Abgeordneter im Fylkesting der damaligen Provinz Sør-Trøndelag. Von 2007 bis 2008 leitete er die Zeitung Arbeideravisa in Trondheim, den Versuch der Neuauflage einer von 1924 bis 1996 verlegten Zeitung der norwegischen Arbeiterpartei. Anschließend arbeitete er bis 2009 in der Kommunikationsabteilung für die NTNU.
Bei der Parlamentswahl 2009 zog er erstmals in das norwegische Nationalparlament Storting ein. Dort vertrat er den Wahlkreis Sør-Trøndelag und wurde Mitglied im Energie- und Umweltausschuss. Während der laufenden Legislaturperiode wechselte er im März 2012 in den Außen- und Verteidigungsausschuss, dessen stellvertretender Vorsitzender er im April 2012 wurde. Nach der Wahl 2013 wechselte er in den Finanzausschuss. In der Zeit von März 2012 bis September 2017 war er der stellvertretende Fraktionsvorsitzende der Sosialistisk Venstreparti.
Im Jahr 2015 wurde er zum stellvertretenden Parteivorsitzenden der SV gewählt. Im September 2017 schied er aus dem Parlament aus, 2018 kündigte er an, auch nicht mehr zur Wiederwahl des stellvertretenden Parteivorsitzenden anzutreten. Im Januar 2020 wurde er als neuer politischer Redakteur der Trondheimer Zeitung Nidaros vorgestellt. Für die Periode von 2022 bis 2025 steht er dem Rundfunkrat vom Norsk rikskringkasting (NRK) vor. Er übernahm den Posten von Julie Brodtkorb.

## Positionen
Er schlug im Februar 2011 WikiLeaks offiziell beim Nobelinstitut als Kandidat für den Friedensnobelpreis vor. Zur Begründung sagte er, WikiLeaks sei „einer der wichtigsten Beiträge dieses Jahrhunderts zu Meinungsfreiheit und Transparenz“. Die Entscheidung des Nobelpreiskomitees wurde im Oktober 2011 bekanntgegeben. Wikileaks bekam den Friedensnobelpreis nicht.
Valen äußerte sich mehrfach kritisch dazu, dass in Norwegen ein Königshaus existiert. Er gehörte im Januar 2019 zu den Mitinitiatoren eines Gesetzesvorschlags, der Norwegen in eine Republik verwandelt hätte. Der Vorschlag wurde schließlich mit 36 zu 130 Stimmen abgelehnt.

## Musiker
Snorre Valen spielte als Pianist und Sänger in der norwegischen Band Gallery und später in den Gruppen Amish 82 (Electronica) und Peevish Penfriend (Blues).